# GLIPR1L2
GLIPR1L2 (англ. GLI pathogenesis related 1 like 2) – білок, який кодується однойменним геном, розташованим у людей на 12-й хромосомі. Довжина поліпептидного ланцюга білка становить 344 амінокислот, а молекулярна маса — 40 179.
| 10         |  | 20         |  | 30         |  | 40         |  | 50         |
| ---------- |  | ---------- |  | ---------- |  | ---------- |  | ---------- |
| MEAARPFARE |  | WRAQSLPLAV |  | GGVLKLRLCE |  | LWLLLLGSSL |  | NARFLPDEED |
| VDFINEYVNL |  | HNELRGDVIP |  | RGSNLRFMTW |  | DVALSRTARA |  | WGKKCLFTHN |
| IYLQDVQMVH |  | PKFYGIGENM |  | WVGPENEFTA |  | SIAIRSWHAE |  | KKMYNFENGS |
| CSGDCSNYIQ |  | LVWDHSYKVG |  | CAVTPCSKIG |  | HIIHAAIFIC |  | NYAPGGTLTR |
| RPYEPGIFCT |  | RCGRRDKCTD |  | FLCSNADRDQ |  | ATYYRFWYPK |  | WEMPRPVVCD |
| PLCTFILLLR |  | ILCFILCVIT |  | VLIVQSQFPN |  | ILLEQQMIFT |  | PEESEAGNEE |
| EEKEEEKKEK |  | EEMEMEIMEM |  | EEEKEEREEE |  | EEETQKEKME |  | EEEK       |

A: Аланін

C: Цистеїн

D: Аспарагінова кислота

E: Глутамінова кислота

F: Фенілаланін

G: Гліцин

H: Гістидин

I: Ізолейцин

K: Лізин

L: Лейцин

M: Метіонін

N: Аспарагін

P: Пролін

Q: Глутамін

R: Аргінін

S: Серин

T: Треонін

V: Валін

W: Триптофан

Задіяний у такому біологічному процесі, як альтернативний сплайсинг. 
Локалізований у мембрані.